# Grünwald
Pour les articles homonymes, voir Grunwald.
Grünwald (que l'on peut traduire par Forêt verte en français) est une commune de l'arrondissement de Munich dans le district de Haute-Bavière. Elle se situe au-dessus de la vallée de l'Isar, directement au sud de Munich, la capitale du Land. Les deux communes sont par ailleurs les plus huppées de Bavière. Grünwald a été durant plusieurs décennies le code postal le plus cher d'Allemagne, et une des communes les plus riches du pays,,,.
Grünwald est une station balnéaire reconnue par l'État. C'est un lieu de villégiature pittoresque avec son château, ancien relais de chasse des ducs de Bavière — il abrite aujourd'hui le musée archéologique de la ville — et sa jolie église Saints-Pierre-et-Paul. Les studios de Bavaria Film se trouvent à proximité dans le hameau de Geiselgasteig, c'est pourquoi Grünwald fut un lieu de résidence de nombreux acteurs allemands, mais aussi étrangers.

## Géographie

### Structure communautaire

Grünwald avec les communes limitrophes et alentours.

La communauté de communes compte six communes (le type d'implantation est indiqué entre parenthèses) :
- Brunnhaus (désert, délabré)
- Geiselgasteig (agglomération urbaine)
- Grünwald (agglomération urbaine)[8]
- Oberdill (désert)
- Sau Schütt (désert)
- Wörnbrunn (hameau)

Le hameau de Laufzorn appartenait également à la commune de Grünwald avant d'être intégré à Oberhaching le 1er mai 1978.

### Communes voisines
Les communes voisines immédiates de Grünwald sont Munich (une courte frontière de 136 mètres au nord), Pullach im Isartal (à l'ouest) et Straßlach-Dingharting (une frontière de 124 mètres au sud de l'exclave Forsthaus Oberdill). Sinon, la commune borde les zones non constituées en société de Grünwalder Forst à l'est et de Perlacher Forst au nord-est.

### Nature
Les zones protégées suivantes concernent le territoire communal :
- Zone de protection du paysage, Ordonnance du district de Haute-Bavière sur la protection de parties du paysage le long de l'Isar dans les districts de Bad-Tölz-Wolfratshausen, Munich, Freising et Erding comme LSG (LSG-00384.01)
- Zone de protection du paysage LSG Perlacher et de Grünwalder Forst, y compris le Gleißental (LSG-00534.01)
- Zone faune-flore-habitat de la Haute vallée de l'Isar (8034-371)

## Histoire

### Âges du bronze et des champs d'urnes
La zone autour de Grünwald était déjà peuplée à l'âge du bronze (environ 2000-1000 avant Jésus Christ). Les témognages de cette période comprennent des trouvailles de vases et d'urnes ainsi que des objets en bronze, présentés dans les vitrines de la mairie et du musée du château et répartis en niveaux culturels. Des trouvailles de la période des Champs d'Urnes (environ 1000 avant Jésus Christ), telles que des couteaux, des bijoux ou des récipients en argile ainsi que la broche Grünwald, peuvent également être vues dans la salle de l'hôtel de ville.

### Celtes, Romains et peuples germaniques
Il y avait de nombreuses colonies germaniques, celtes et romaines dans la commune, car il y avait ici un gué traversant l'Isar (alors encore en furie). L'histoire ancienne de Grünwald est étroitement liée à la voie romaine, qui menait de Salzbourg via Rosenheim, Deisenhofen et Oberdill - une partie de la commune de Grünwald - jusqu'à l'Isar. Au sud, dans un virage serré près de Georgenstein, se trouvait à la fin du IIIe siècle et du IVe siècle une colonie fortifiée dotée d'un équipement de forgeron complet : la redoute romaine de Grünwald.

### Moyen-âge
Les fermes et les droits de propriété et d'usage des terres appartenaient aux grands et petits monastères de l'époque, tels que ceux de Dießen, Schäftlarn et Tegernsee. Plus tard, il y eut une colonie agricole des Derbolfingers dans la commune de Grünwald, qui fut mentionnée pour la première fois en 1048 sous le nom de Derbolvinga dans les archives de l'abbaye de Tegernsee. À cette époque, les Derbolfinger étaient ce qu'on appelait les ministres (serviteurs non libres) du comte d'Andechs. La Derbolfinger Platz, au centre-ville de Grünwald (aujourd'hui également terminus de la ligne de tramway 25), rappelle le nom d'origine du lieu. Ce n'est que lorsque « Derbolfing » passa à la famille Wittelsbach que commença l'histoire de la Hofmark « Groinwalde ». Comme Hofmark, il appartenait au souverain, l'électeur de Bavière.

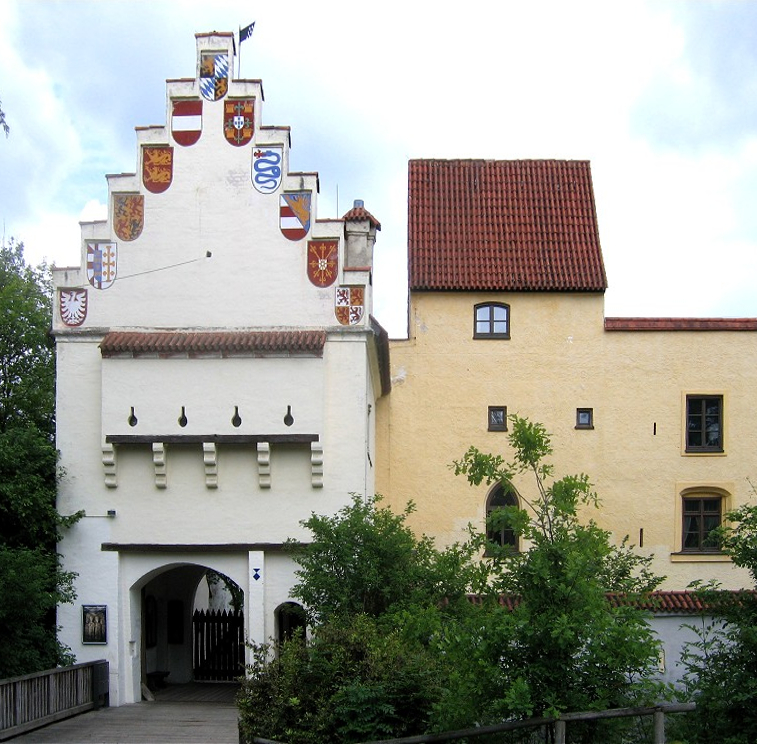
Le château de Grünwald aujourd'hui (porte d'entrée).

Derbolvinga (ou Derbolfing) devint finalement Grünwald, qui fut mentionné pour la première fois comme le village de Grünwald en 1288. La raison du changement de nom était la construction du château de Grünwald, que Louis le Sévère avait fait construire près de Derbolvinga à la fin du XIIIe siècle sous le nom de château de Grünenwalde, qui était alors habité par sa troisième épouse Mechtild - une fille de Rodolphe Ier de Habsbourg. Son fils Louis, le futur empereur Louis IV, lui rendait également souvent visite. Le château fut encore agrandi à l'occasion du mariage du duc Albrecht IV.

### Époque moderne
Le déclin du château de Grünwald commença lorsque Maximilien II Emmanuel, vainqueur de la Grande guerre turque, favorisa les châteaux de Schleißheim, Nymphenburg et Dachau. Le château de Grünwald devint de plus en plus négligé et fut donc utilisé comme prison spéciale pour la noblesse et aussi comme poudrière jusqu'à sa fermeture définitive en 1799. En 1879, le château devient propriété privée de non-aristocrates.
Par ailleurs, Karl Valentin a également fait connaître Grünwald bien au-delà des frontières avec ses histoires et la chanson qui en résulte The Old Knightsleut - même si elles ne correspondent pas exactement aux véritables événements.
Le château de Grünwald est encore aujourd'hui l'emblème de la commune de Grünwald, qui a longtemps servi de pavillon de chasse crénelé aux ducs de Bavière. Aujourd'hui, il y existe une annexe de la collection préhistorique de l'État de Munich avec des expositions temporaires.

### XIXesiècle

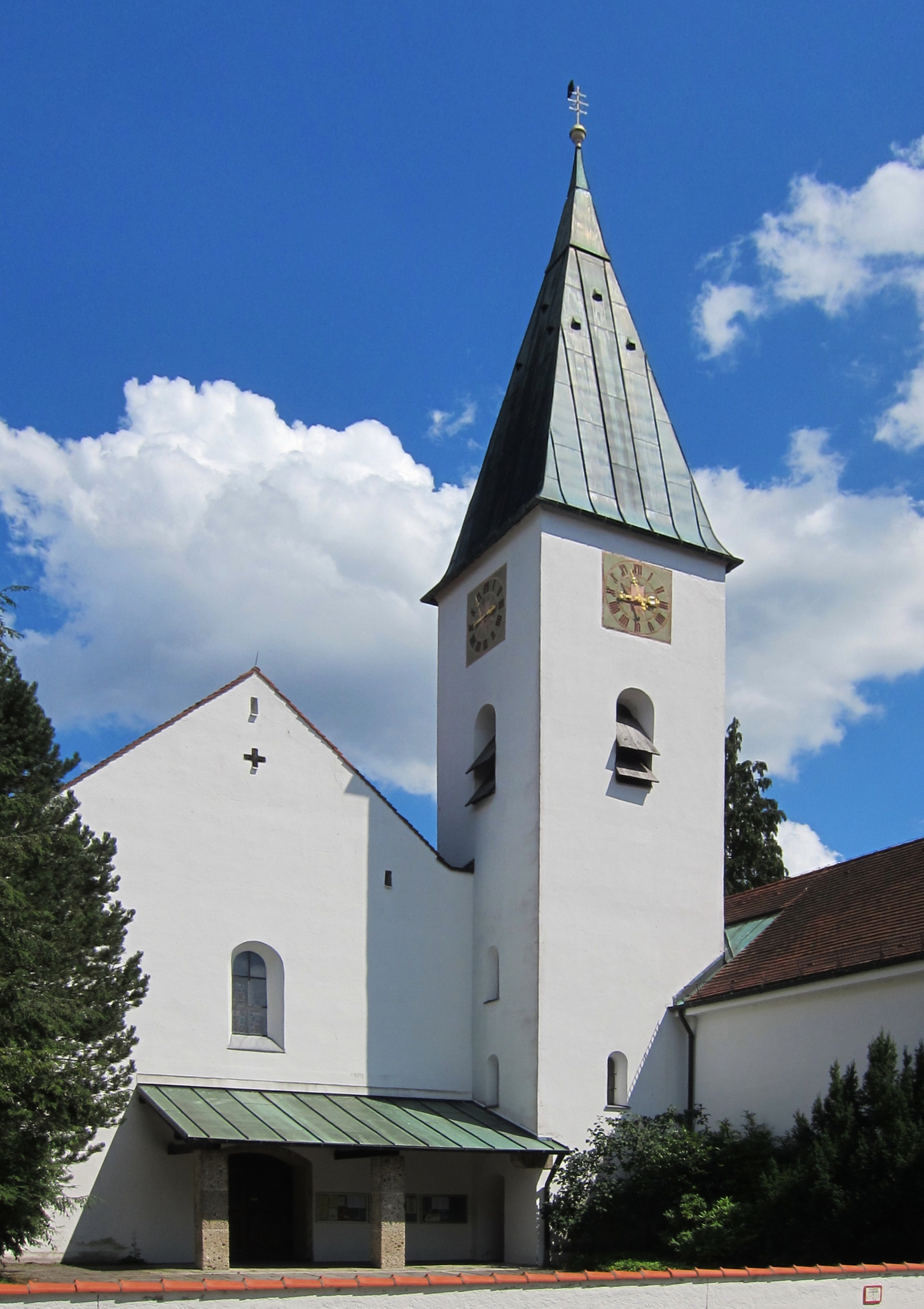
Clocher de l'église Saints-Pierre-et-Paul.

Ce n'est qu'au cours des réformes administratives en Bavière que la commune actuelle de Grünwald a vu le jour avec l'édit municipal de 1818. Le tilleul constitutionnel, planté en 1808, se dresse sur la place du marché de Grünwald. Les coutumes du passage de l'Isar ont joué un rôle important dans l'histoire de Grünwald. L'ancienne douane est toujours située du côté ouest du pont.

## Personnalités
- Louis X de Bavière (1495-1545) y est né.
- Heinz Rühmann (1902-1994), acteur allemand, y a vécu des années 1950 aux années 1980.
- Senta Berger (*1941), actrice austro-allemande, y vit depuis les années 1970
- Franz Beckenbauer (*1945), célèbre footballeur, y a vécu dans les années 1970
- Grete Weil (1906-1999), écrivain allemande, y est décédée.
- Heinz Weiss (1921-2010), acteur allemand, y est décédé.